# Ross F. Jones
Ross F. Jones (* 25. August 1900 in LeRoy, Kansas; † 25. Januar 1979 in Phoenix, Arizona) war ein US-amerikanischer Zeitungsreporter, Offizier, Jurist und Politiker (Republikanische Partei).

## Werdegang
Ross F. Jones wurde 1900 im Coffey County geboren. Über seine Jugendjahre ist nichts bekannt. Jones war als Zeitungsreporter tätig, spezialisiert auf Public und Government Affairs. In der Folgezeit wendete er sich der Rechtswissenschaft zu. Jones besuchte das Kansas State College in Emporia (Lyon County). Er studierte dann Jura an der University of Kansas City, heute University of Missouri–Kansas City. Dort machte er seinen Bachelor of Laws und seinen Master. In der Folgezeit praktizierte er als Anwalt.
Er heiratete 1922 Frances Engle. Das Paar teilte Interessen für Musik, Bridge und Gin. Jones wurde stellvertretender Staatsanwalt, bevor er einer Anwaltskanzlei in Kansas City beitrat. 1935 zog er mit seiner Familie nach Arizona und ließ sich dort in Tucson (Pima County) nieder. Grund für den Umzug war ihre kranke Tochter. Die Familie zog dann nach Phoenix (Maricopa County). Dort begann er bei der Anwaltskanzlei Fennemore, Craig, Allen & Bledsoe zu arbeiten, wo er drei Jahre lang tätig war.
Während des Zweiten Weltkrieges leitete er die Military Law Department of the Officers' Training School in Miami (Florida). Er wurde dann an die Harvard University und das Massachusetts Institute of Technology (MIT) versetzt, wo er Militärrecht unterrichtete. Sechs Monate später war er Verbindungsoffizier beim United States Army Air Corps (USAAC) in Washington, D.C. Seine Ausmusterung erfolgte am 1. März 1945. Zu diesem Zeitpunkt bekleidete er den Dienstgrad eines Majors. Danach kehrte er nach Phoenix zurück, wo er unterrichtete und als Anwalt praktizierte.
Jones war von 1953 bis 1955 als Attorney General von Arizona tätig. 1956 trat er erfolglos für den US-Senatssitz Klasse III. gegen den Amtsinhaber Carl Hayden an.
Jones bekleidete dann zehn Jahre lang bis zu seinem Rücktritt im Jahr 1970 einen Richterposten am Superior Court vom Maricopa County, welcher aus gesundheitlichen Gründen erfolgte.
Am 25. Januar 1979 verstarb er im Alter von 78 Jahren nach langer Krankheit im John C. Lincoln Hospital in Phoenix. Sein Leichnam wurde dann auf dem Greenwood Memory Lawn Cemetery beigesetzt. Er wurde von seiner Ehefrau und seiner Tochter, Eva Lou Frances, überlebt.